# Convolvulus acanthoclados
Convolvulus acanthoclados är en vindeväxtart som beskrevs av Pierre Edmond Boissier. Convolvulus acanthoclados ingår i släktet vindor, och familjen vindeväxter. Inga underarter finns listade i Catalogue of Life.